# Lafayette-Klasse
Die Lafayette-Klasse war eine Klasse von nuklear getriebenen Raketen-U-Booten (SSBN) der United States Navy.
Da der Entwurf während des Baus noch verändert wurde, werden die letzten zehn der 19 Einheiten selten auch als eigenständige James-Madison-Klasse geführt. Die Boote der Benjamin-Franklin-Klasse sind ebenfalls nur leicht modifiziert worden, werden von der Navy aber als eigene Klasse geführt. Alle Boote der drei Gruppen hatten baugleiche Rümpfe. Deshalb wird auch die Benjamin-Franklin-Klasse in der einschlägigen Fachliteratur als zweite Unterklasse der Lafayette-Klasse angesehen.

## Geschichte

### Planung und Bau

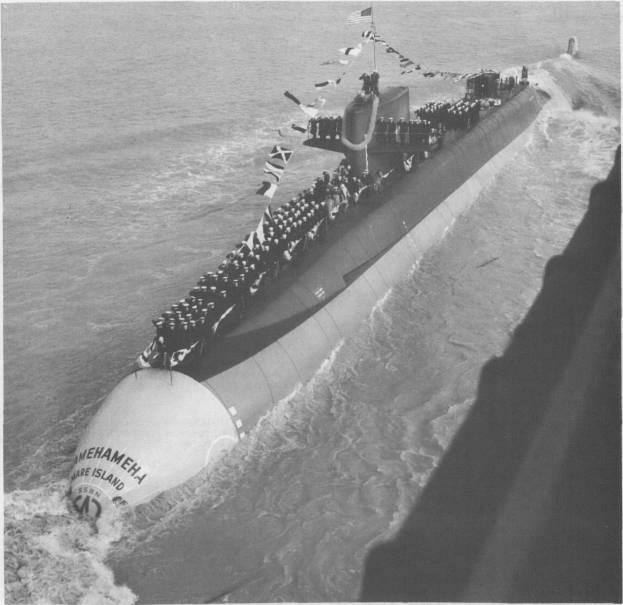
Kamehameha beim Stapellauf

Die Lafayette-Klasse war eine Entwicklung aus der vorhergehenden Ethan-Allen-Klasse, der ersten speziell für den Unterwasserstart von Submarine-launched ballistic missiles (SLBM), also U-Boot-gestützten Atomraketen, geplanten und gebauten Atom-U-Boot-Klasse. Die davor liegende George-Washington-Klasse war noch durch einen Umbau aus Jagd-U-Booten entstanden. Anfang 1961 wurde die erste Einheit der Lafayette-Klasse auf Kiel gelegt, bis Ende 1962 folgten 18 weitere. Nach neun Einheiten wurde der Entwurf leicht abgeändert, die Einheiten ab dem zehnten Boot trugen von Beginn an modernere Raketen, weshalb diese zehn Einheiten selten auch als James-Madison-Klasse bezeichnet werden.
Die ersten 19 Boote der Klasse wurden auf drei Marinewerften und einer Spezialwerft für U-Boote gebaut, womit die kurze Gesamtbauzeit erklärt werden kann. Diese Werften waren die auf U-Boote spezialisierte Electric Boat (EB) für sieben Boote, Newport News Shipbuilding (NNS) für sechs, die Mare Island Naval Shipyard für vier Lafayettes und die Portsmouth Naval Shipyard für zwei Boote. Die Baukosten für diese Boote lagen bei rund 110 Millionen US-Dollar pro Stück.
Die nachfolgenden zwölf Einheiten der offiziell als Benjamin-Franklin-Klasse bezeichneten U-Boote unterschieden sich nur leicht von der Lafayette-Klasse. Sie wurden zwischen 1963 und 1966 auf den Werften von EB (sieben), NNS (vier) und Mare Island gebaut. Dabei wurde lediglich das Antriebssystem auf leisere Fahrt ausgelegt.
Benannt wurden die Boote nach historischen Politikern aus der Geschichte der Vereinigten Staaten sowie nach berühmten Militärs. So ehrt das Typschiff Marie-Joseph Motier, Marquis de La Fayette, die ersten Einheiten der beiden Unterklassen den US-Präsidenten James Madison beziehungsweise den Gründungsvater Benjamin Franklin. Mit Friedrich Wilhelm von Steuben wurde auch einem gebürtigen Deutschen die Ehre eines Namenspatronats zuteil.

### Modifikationen

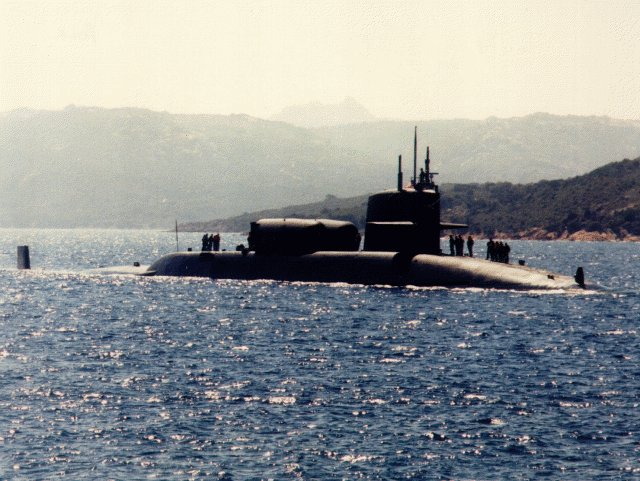
James K. Polk mit zwei DDS hinter dem Turm

Zwischen 1970 und 1977 wurden die ersten 19 Boote der Lafayette-Klasse von ihren älteren Raketen auf modernere umgerüstet, in den folgenden Jahren wurden außerdem ausgewählte Boote der Klasse nochmals modifiziert (siehe Abschnitt Bewaffnung).
Zwei Franklins wurden Anfang der 1990er-Jahre für Spezialeinsätze umgebaut. Die Raketenstarter wurden deaktiviert und Halterungen zum Transport von Dry Deck Shelters installiert. Damit konnten die Boote als Plattform für das unerkannte Absetzen bzw. Aufnehmen von United States Navy Seals dienen. Dies waren die James K. Polk, die 1999 außer Dienst gestellt wurde, und die Kamehameha, die bis 2002 in Dienst stand.
Je eine Lafayette und Madison wurden zu einem Moored Training Ship, kurz MTS, umgerüstet, werden also zur Ausbildung von Personal an der Pier verwendet. Die Sam Rayburn sollte diese Rolle bis 2014 erfüllen, während unklar ist, wie lange die Daniel Webster noch als solches fungiert.

### Dienstzeit
Die 19 Boote der Lafayette- und James-Madison-Klasse wurden 1963 und 1964 in Dienst gestellt, die zwölf Franklins 1965 bis 1967. Zusammen mit den Booten der George-Washington-Klasse und der Ethan-Allen-Klasse stellten die Boote den größten Teil der so genannten 41 for Freedom, der 41 SSBN, die Amerikas Atomstreitkraft auf den Weltmeeren darstellte. 1972 begrenzte der SALT-I-Vertrag die Anzahl von SSBN auf Seiten der US Navy auf 44 Einheiten. 1981 stellte man das erste Boot der Ohio-Klasse in Dienst und begann damit, die ersten Boote, vorwiegend der George-Washington- und Ethan-Allen-Klasse, aus dem Einsatz abzuziehen.
Die erste Außerdienststellung einer Lafayette fand 1986, eine weitere 1987 statt. Ab 1989 wurden dann jährlich Boote außer Dienst gestellt, bis 1995 kein Boot der Klasse mehr in der ursprünglichen Rolle als Raketen-U-Boot aktiv war. Die Franklins wurden hierbei als letzte zwischen 1992 und 1995 deaktiviert, abgesehen von oben genannten Ausnahmen. Die normale Verwendungsdauer eines U-Bootes liegt bei 30 Jahren, diese erreichten aber nur wenige der 31 Boote; vor allem, weil nach dem Ende des Kalten Krieges die Bedeutung der atomaren Abschreckung etwas in den Hintergrund trat.

## Technik

### Rumpf

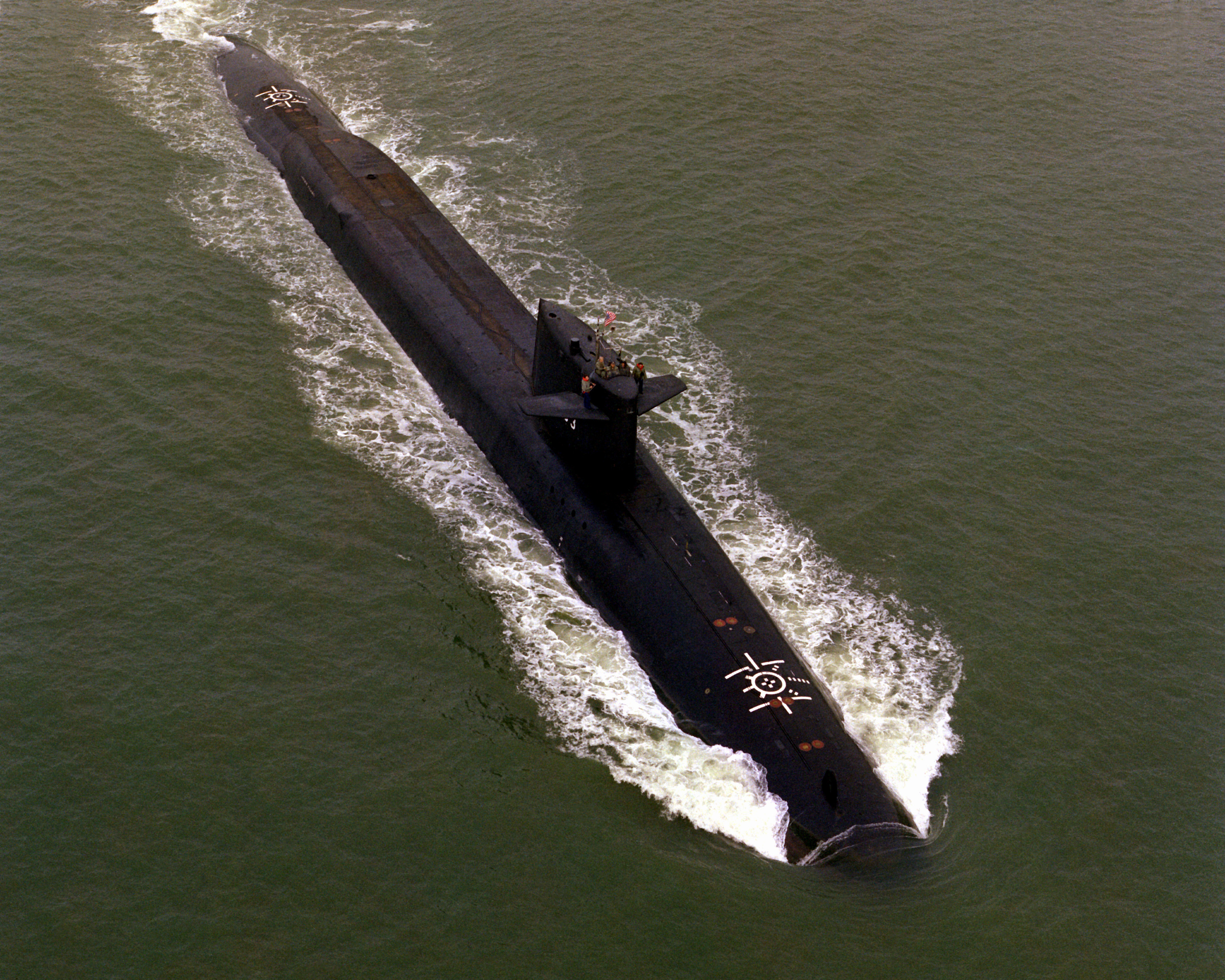
Guter Blick auf den Rumpf

Der Rumpf aller Einheiten war 129,5 Meter lang und 10,1 Meter breit, der Tiefgang lag bei 9,6 Metern. Die U-Boote verdrängten getaucht 8250 ts. Hinter dem Turm befanden sich die Startschächte für die 16 Mittelstreckenraketen in einem klar sichtbaren „Buckel“. Die vorderen Tiefenruder waren am Turm angebracht, lediglich bei der Daniel Webster wurde am Bug ein experimenteller zweiter kleiner Turm angebracht, an dem sich die Tiefenruder befanden. Da diese Vorrichtung die Geschwindigkeit reduzierte, wurde sie nach einigen Jahren wieder entfernt.
Im Inneren sind die Boote ähnlich aufgeteilt wie Jagd-U-Boote. Vor und unter dem Turm befinden sich Torpedo-, Mannschafts- und Kommandoräume, dahinter zuerst die Raketenschächte (genannt Sherwood Forest) und achtern die Reaktorkammer und dann der Maschinenraum.

### Antrieb
Der Antrieb der Lafayettes bestand aus einem Druckwasserreaktor vom Typ S5W. Das S steht dabei für die Verwendung auf einem bestimmten Schiffstyp, hier Submarine, Unterseeboot, die 5 stand für die Generation, das W repräsentierte den Hersteller, bei diesem Typ die Westinghouse Electric Corporation. Dieser Reaktor, der ursprünglich für die kleineren Jagd-U-Boote der Skipjack-Klasse ausgelegt war, lieferte rund 15.000 PS, die auf einer Welle wirkten. Die Höchstgeschwindigkeit lag getaucht bei höchstens 20 Knoten, einige Knoten langsamer als Jagd-U-Boote. Allerdings zählt für die SSBN ein leises Antriebssystem mehr als Geschwindigkeit, da sie in erster Linie vom potentiellen Gegner nicht überwachbare Abschreckungspatrouillen zu fahren haben.
Bei den Booten der Benjamin-Franklin-Unterklasse waren wichtige Teile dieses Antriebssystems auf so genannten „Flößen“ stoßfest gelagert. Dadurch übertrugen sich weniger Vibrationen ins Wasser, was die Aufspürbarkeit weiter verringerte.

### Bewaffnung

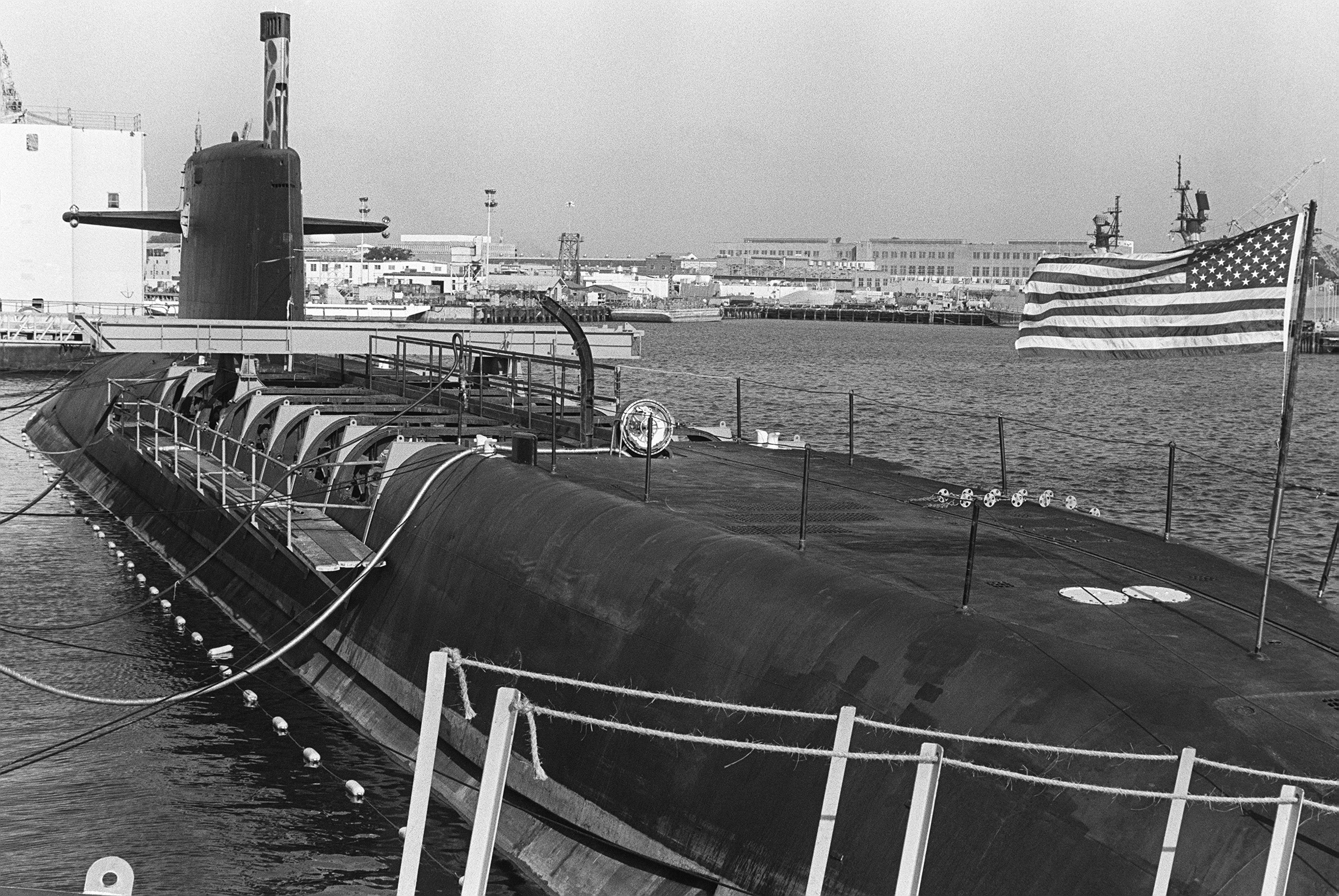
Sam Rayburn mit geöffneten Raketenschächten

Die Boote trugen bei ihrer Indienststellung die ballistischen Mittelstreckenraketen UGM-27 Polaris in verschiedenen Ausführungen. Die ersten neun Einheiten waren zu Beginn dazu ausgelegt, Raketen vom Typ UGM-27B Polaris A2 zu starten, während die letzten 22 Boote (James-Madison- und Benjamin-Franklin-Klasse) die modernisierte UGM-27C Polaris A3 trugen, bei denen die Reichweite gegenüber der A2 um mehr als 50 % auf 4630 km gesteigert werden konnte. Zwischen 1970 und 1977 erfolgte auf allen 31 Booten dann die Einführung der verbesserten UGM-73 Poseidon. Hier lag die Reichweite bereits bei bis zu 5550 km und erreichte erstmals nahezu die Reichweite landgestützter Interkontinentalraketen. Die Umrüstung kostete 1970 noch etwa 2,3 Millionen US-Dollar, in der Phase der Stagflation nur vier Jahre später aber bereits über 31 Millionen Dollar. Sie erhöhte die Einsatzflexibilität und Kampfkraft der umgerüsteten Boote erheblich und verlängerte ihre Modernitätsspanne bis zur Ablösung durch die sich verspätende Ohio-Klasse.
Zusätzlich entschloss sich die Navy im Jahre 1976, zwölf Boote der Klasse für die moderne UGM-93A Trident I (C4) auszurüsten, nachdem feststand, dass sich die Entwicklung der neuen Klasse von SSBN, der Ohio-Klasse erheblich verzögern würde. So war die Trident I (C4) ab 1979 einsatzbereit, das Typschiff Ohio ging aber erst Ende 1981 in Dienst. Im Juli 1979 fand bereits der fünfte Teststart von umgebauten, getauchten Lafayettes statt, am 20. Oktober 1979 begann die Francis Scott Key die erste Patrouillenfahrt mit der Trident I. Die Trident I hatte als direkter Nachfolger ähnliche Ausmaße wie die Poseidon, aber eine nochmals vergrößerte Reichweite von rund 7400 km.
Die Raketen wurden in senkrechten Startschächten hinter dem Turm getragen, unabhängig von der jeweiligen Version konnte ein Boot insgesamt 16 Raketen mitführen.
Zur Selbstverteidigung besaßen die Lafayettes vier Torpedorohre, aus denen neben Torpedos auch die UUM-44 Subroc ausgestoßen werden konnte.

### Elektronik
Die Ortungselektronik wurde größtenteils von den Skipjack-Jagd-U-Booten übernommen. Im Bug befand sich die Sonaranlage BQS-4, die sowohl aktiv als auch passiv zum Aufspüren feindlicher U-Boote verwendet werden konnte. Am Bootskörper entlang verliefen zusätzlich sogenannte Lateralsensoren BQR-7, die passiv zur Feststellung der Peilung von Zielen verwendet wurde. Zur Navigation wurde ein auf kurze Reichweiten einsetzbaren Aktivsonar des Typs BQR-19 eingesetzt. Hinzugefügt wurde gegenüber den Skipjacks lediglich ein passiv arbeitendes Schleppsonar des Typs BQR-15.
Zur Feststellung der Position, die neben der Verwendung für die Navigation auch als Abschussdaten in die Raketen gespeist wurde, gab es an Bord drei Trägheitsnavigationssysteme des Typs SINS Mk. 2.

## Einsatzprofil
Die Lafayettes bildeten den Hauptteil der Abschreckungsstreitmacht der Vereinigten Staaten auf den Weltmeeren. Mit 16 SLBM an Bord verließ ein Boot seinen Heimathafen unter strengen Sicherheitsvorkehrungen. Jagd-U-Boote und Zerstörer stellten sicher, dass die Gewässer um den Hafen frei von feindlichen U-Booten waren, so dass das SSBN sicher auslaufen konnte. Daraufhin blieben die Lafayette bis zu drei Monate ununterbrochen getaucht und befuhren ein bestimmtes Patrouillengebiet, das höchster Geheimhaltung unterlag. Nach der Patrouille kehrten die Boote in den Stützpunkt zurück, wechselten die Besatzung (jedes Boot besaß zwei komplette Mannschaften, als Blue bzw. Gold bezeichnet), und kehrten nach einer Instandsetzungsperiode mit der zweiten Besatzung wieder in die Tiefen des Ozeans zurück.
Vor der Einführung von Interkontinentalraketen (Trident) mit ihrer deutlichen vergrößerten Reichweite waren viele der Boote für Jahre auf vorgeschobenen Basen stationiert, so etwa auf den Atlantikbasen Holy Loch, Schottland und Rota, Spanien sowie auf Basen im Pazifik Apra Harbor, Guam und Pearl Harbor, Hawaii.